# ويكيبيديا التاغالوغية
ويكيبيديا التاغالوغية (التاغالوغية:Wikipediang Tagalog) هي النسخة التاغالوغية من موسوعة ويكيبيديا.

## الإحصائيات
| عدد المستخدمين المسجلين | عدد المستخدمين النشيطين | عدد المقالات | صفحات المحتوى | عدد التعديلات | عدد الملفات المرفوعة | عدد الإداريين |
| ----------------------- | ----------------------- | ------------ | ------------- | ------------- | -------------------- | ------------- |
| 148٬603                 | 141                     | 48٬372       | 245٬553       | 2٬147٬350     | 1٬885                | 10            |

## التقدم
- 11 مارس 2008 أنشئت المقالة رقم 16,000
- 30 يونيو 2008 أنشئت المقالة رقم 17,000
- 5 أغسطس 2008 أنشئت المقالة رقم 18,000
- 2 أكتوبر 2008 أنشئت المقالة رقم 19,000
- 1 نوفمبر 2008 أنشئت المقالة رقم 20,000
- 22 مارس 2010 أنشئت المقالة رقم 25,000
- 20 يوليو 2010 أنشئت المقالة رقم 30,000
- 25 أكتوبر 2010 أنشئت المقالة رقم 40,000
- 9 نوفمبر 2010 أنشئت المقالة رقم 45,000
- 15 يناير 2011 أنشئت المقالة رقم 50,000
- 4 فبراير 2013 أنشئت المقالة رقم 60,000

نظرًا للحذف الجماعي للمقالات قصيرة جدًا، اعتبارًا من يوليو 2021، أصبح العدد الإجمالي للمقالات أقل من 50000 مقال.

## مقارنة مع الإصدارات الفلبينية الأخرى
مقارنة بالإصدارات الفلبينية الأخرى، فإنها تحتوي مقالات أقل بكثير من ويكيبيديا السيبوانية، التي تضم حاليًا أكثر من 6٬117٬000 مقالة، وويكيبيديا واراي واراي، التي تحتوي على أكثر من 1٬267٬000 مقالة، مثل غالبية المقالات الموجودة في تلك الموسوعات. أنشئت المقالات في البداية بواسطة إل إس جيه بوت.
يبلغ عمق المقالات في ويكيبيديا التاغالوغية 112.27، مقارنة بـ 3.53 لـويكيبيديا واراي واراي و1.96 لـويكيبيديا السيبوانية.